# Лапондер, Марсель
Марсель Лапондер (род. 23 мая 1978 года) — британский биатлонист.

## Биография
На Чемпионате мира в Ханты-Мансийске 2011 года в спринте был одним из двух спортсменов, не промахнувшихся ни разу (вторым стал Андрей Маковеев). Таким образом, от сборной Великобритании в шестьдесят лучших попали два спортсмена (другим стал Ли-Стив Джексон).
На Чемпионате мира в Нове-Место-на-Мораве занял 109 место в спринте. В индивидуальной гонке занял 115 место. Также участвовал в эстафете за сборную Великобритании (23 место). В эстафете из британцев закрыли все десять мишеней лишь Марсель Лапондер и Кевин Кейн.
Завершил карьеру в сезоне 2016/2017 годов.

## Статистика стрельбы
| Сезон       | Общая          | Спринт        | Индивидуальная | Эстафета     |
| ----------- | -------------- | ------------- | -------------- | ------------ |
| 2012 — 2013 | 74,3 (107/144) | 77,5 (31/40)  | 75,0 (30/40)   | 71,9 (46/64) |
| 2011 — 2012 | 84,6 (77/91)   | 90,0 (19/20)  | 95,0 (19/20)   | 78,4 (40/51) |
| 2010 — 2011 | 78,3 (54/69)   | 100,0 (10/10) | 70,0 (14/20)   | 76,9 (30/39) |
| 2009 — 2010 | 77,0 (107/139) | 78,0 (39/50)  | 83,3 (50/60)   | 62,1 (18/29) |
| 2008 — 2009 | 72,7 (80/110)  | 80,0 (8/10)   | 76,7 (46/60)   | 65,0 (26/40) |
| 2007 — 2008 | 87,9 (29/33)   | 90,0 (9/10)   | 0,0 (0/0)      | 87,0 (20/23) |